# Scottish Open 1934
Die Scottish Open 1934 waren die 22. Austragung dieser internationalen Meisterschaften von Schottland im Badminton. Sie fanden Anfang des Jahres in Glasgow statt. Gemeinsam mit den offenen Titelkämpfen fanden auch die geschlossenen nationalen Titelkämpfe von Schottland statt.

## Finalresultate
| Disziplin    | Sieger                             | Finalist                    | Ergebnis            |
| ------------ | ---------------------------------- | --------------------------- | ------------------- |
| Herreneinzel | Willoughby Hamilton                | C. H. Whittaker             | 15–9, 15–6          |
| Dameneinzel  | Mavis Hamilton                     | Norma Stoker                | 11–5, 11–8          |
| Herrendoppel | Willoughby Hamilton Ian Maconachie | Thomas Boyle James Rankin   | 15–11, 15–4         |
| Damendoppel  | Marian Horsley Brenda Speaight     | Mavis Hamilton Norma Stoker | 15–10, 18–14        |
| Mixed        | Ian Maconachie Marian Horsley      | James Rankin Mavis Hamilton | 15–11, 11–15, 15–13 |

## Finalresultate (Closed Championships)
| Disziplin    | Sieger                           | Finalist                     | Ergebnis            |
| ------------ | -------------------------------- | ---------------------------- | ------------------- |
| Herrendoppel | E. R. Butcher Edward W. Wilson   | E. D. Ballantine J. W. Adams | 15–12, 14–15, 15–11 |
| Damendoppel  | E. F. Ogilvie Elizabeth Anderson | C. B. Alison G. A. Matheson  | 14–17, 18–15, 17–14 |
| Mixed        | Kenneth Davidson J. R. Stewart   | E. D. Ballantine M. Langmuir | 13–18, 15–10, 15–9  |